# Terricciola
Terricciola is een gemeente in de Italiaanse provincie Pisa (regio Toscane) en telt 4099 inwoners (31-12-2004). De oppervlakte bedraagt 43,4 km², de bevolkingsdichtheid is 94 inwoners per km².

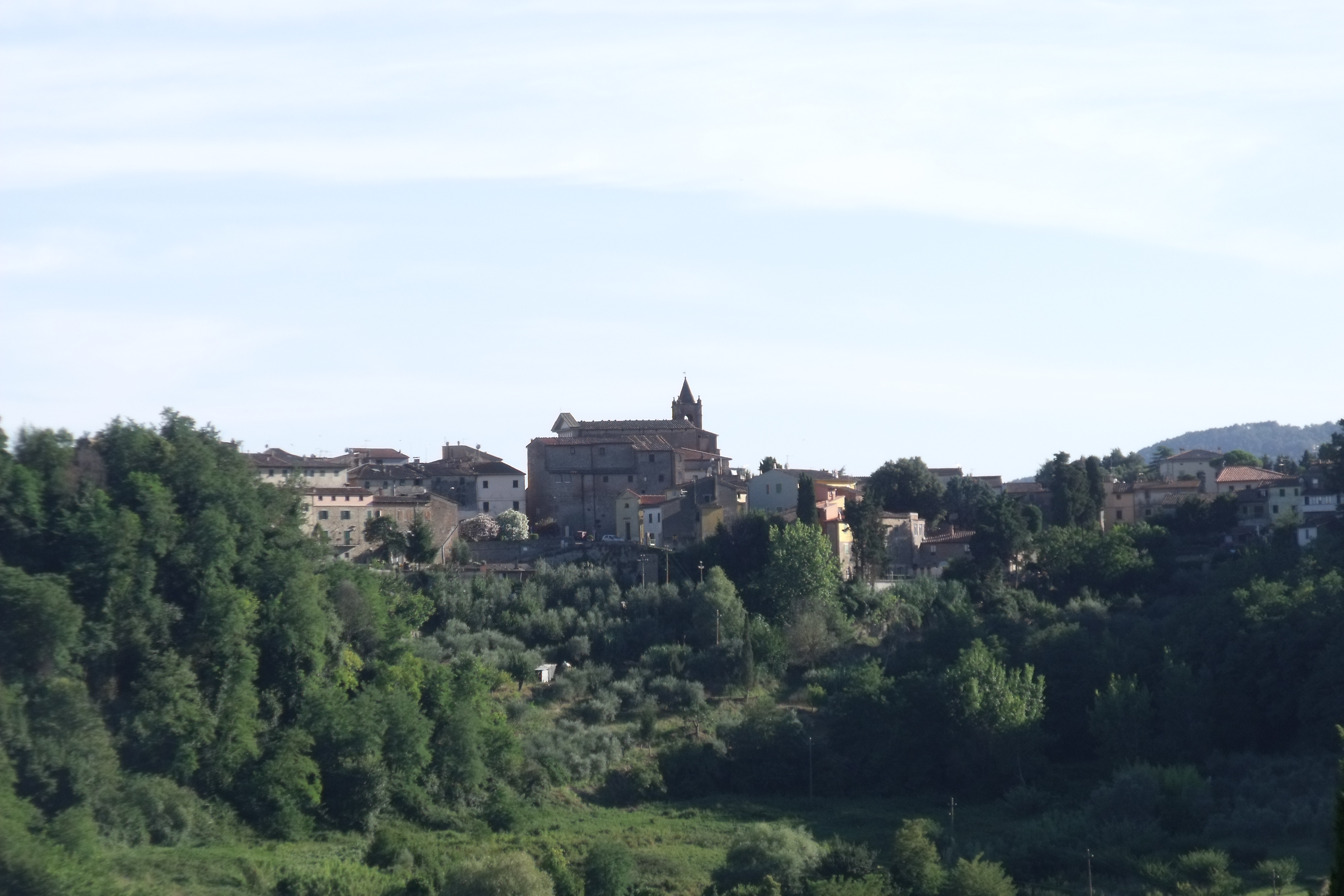
Terriciola
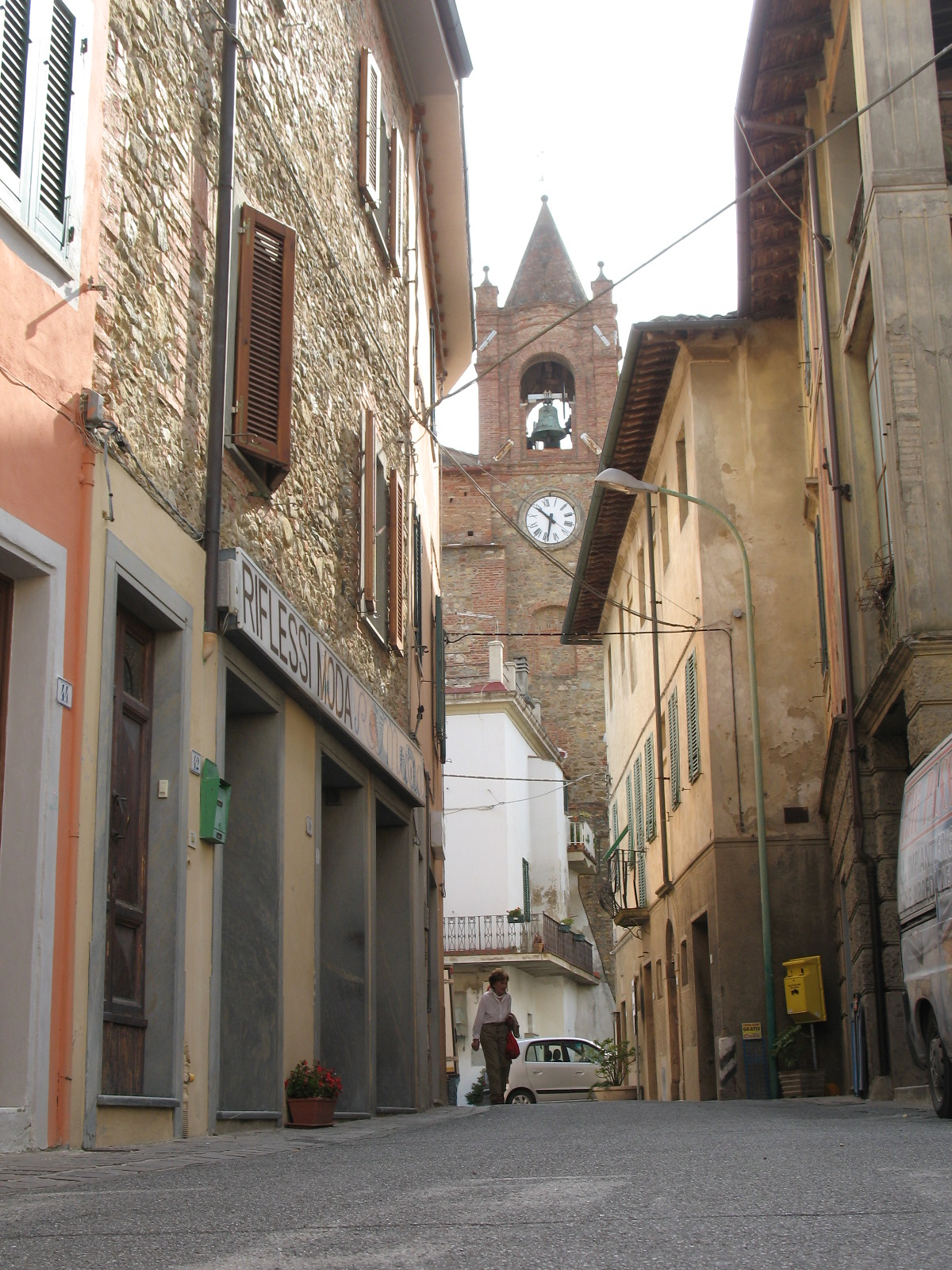
Via Roma, Terriciola

## Demografie
Terricciola telt ongeveer 1611 huishoudens. Het aantal inwoners steeg in de periode 1991-2001 met 3,3% volgens cijfers uit de tienjaarlijkse volkstellingen van ISTAT.
| Jaar | Inwoneraantal |
| ---- | ------------- |
| 1991 | 3815          |
| 2001 | 3939          |

## Geografie
De gemeente ligt op ongeveer 180 m boven zeeniveau.
Terricciola grenst aan de volgende gemeenten: Capannoli, Casciana Terme, Chianni, Lajatico, Lari, Peccioli.